# 聖シノド

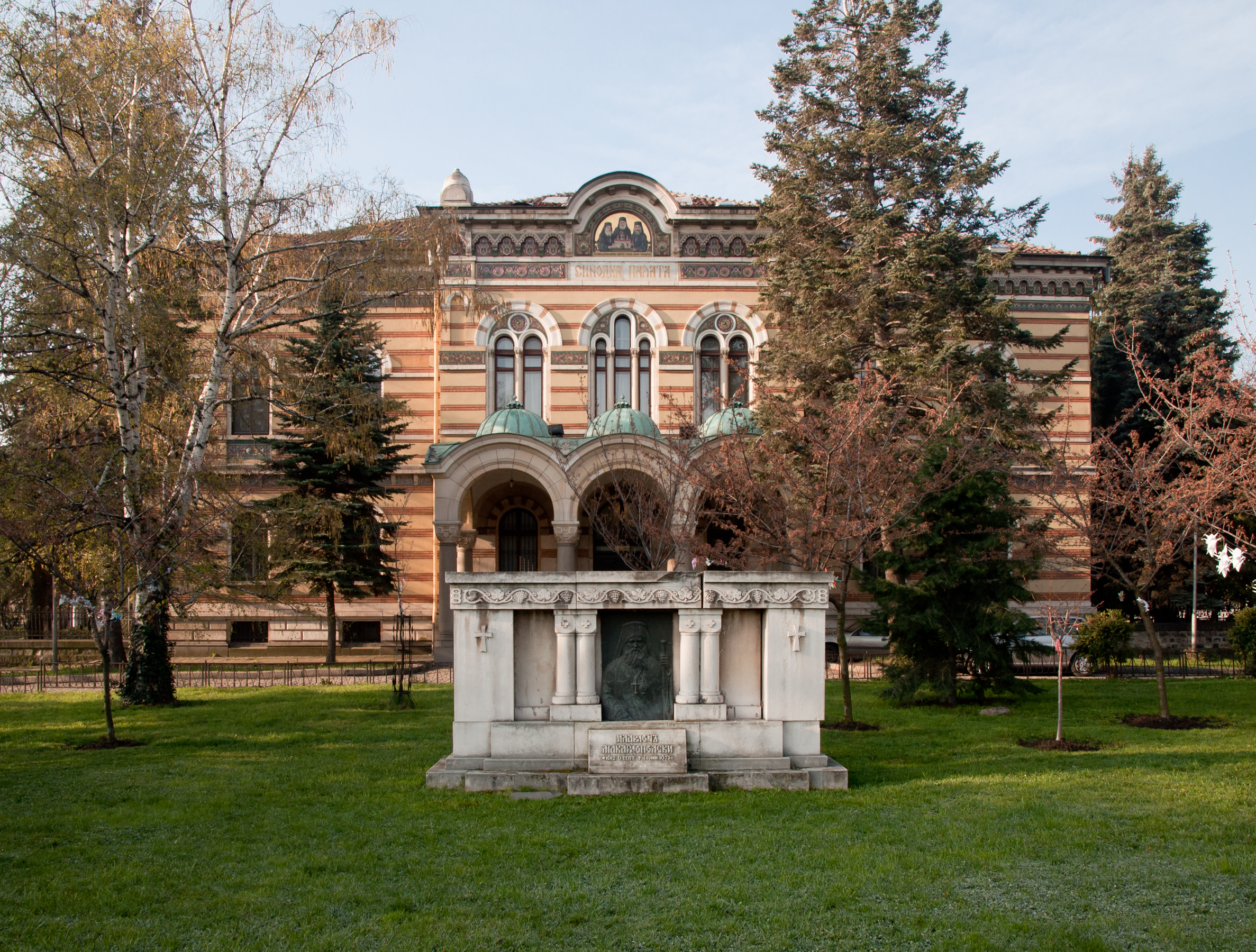
ブルガリア正教会の聖シノドが入っている建物
（ブルガリア、ソフィア）。

聖シノド（ギリシア語: Σύνοδος / Sýnodos, ロシア語: Свяще́нный Сино́д / Svjaščénnyj Sinód, 英語: Holy Synod）とは、正教会における、教会を管掌する組織の一種である。

## 概要
首座主教によって主宰され、通常メンバーたる主教達によって構成され、首座主教は主教達に対して説明責任を有する。
聖シノド（Holy Synod）は組織それ自体の公式名称として使用され、しばしば単にシノド（Synod）と呼ばれる、メンバーによる実際の会合とは区別される。
またローマ・カトリック教会でも東方典礼カトリック教会における教会会議も聖シノドと呼ばれる。
- Holy Synod - 組織名として使われる事が多い（本項で扱っている）。
- Synod - 会合を指す言葉として使われる事が多い。

全ての独立教会と自治教会には自身の全教会に亘る聖シノドがあるが、同時に、特にある教会の領域が広大な地域に広がっている場合、その地方の聖シノドも存在する。
聖シノドのメンバー資格は、それぞれの教会の伝統と教会法上の条文によって決められる。
幾つかの教会では、府主教の称号を持つ全主教がメンバーとみなされ（例：アンティオキア教会）、他方、教区を管掌する主教であろうと輔佐主教であろうと現役の主教ならメンバーだとみなす教会もある（例：アメリカ正教会）。地方のシノドは、通常は、領域内の首座主教と全教区主教によって構成される。
聖シノドのこのような語義は、全地公会議のそれとは区別される。全地公会議は全正教会から集まった主教達によって構成され、聖シノドとも非正式に呼ばれることもあるが、全教会の諸問題について話し合ったものである。

## 翻訳元記事
- Holy Synod - OrthodoxWiki内の記事。英語。本記事の初版はリンク先記事の翻訳文であり、（11:57, April 21, 2005）(UTC) の版に拠った。翻訳後は本記事にも順次修正が加えられている。